# バリー・マイケル
バリー・マイケル（Barry Michael、男性、1955年6月2日 - ）は、オーストラリアのプロボクサー。イギリスのワトフォード出身、メルボルン育ち。元IBF世界スーパーフェザー級王者。オーストラリア・ライト級王座を8度防衛。

## 来歴
1973年6月18日、マイケルは18歳でプロデビューを果たし3回判定勝ちで白星でデビューを飾った。
デビューした1973年は7試合とアクティブにこなし、1974年2月18日、ジミー・ブラウンと対戦し、6回判定負けキャリア初黒星を付けられた。
1975年11月20日、メルボルンのマルコーニ・ボールルームでビクトリア州ライト級王者アンディ・ブルームと対戦し、10回判定勝ちで王座獲得に成功した。
1976年4月23日、デーブ・リチャードと対戦し、12回3-0の判定勝ちで初防衛に成功した。
1976年12月22日、オーストラリア・コモンウェルス・イギリス連邦スーパーフェザー級王者ビリー・モイラーと対戦し、15回0-3の判定負けで王座獲得に失敗した。
1978年8月12日、オーストラリア・ライト級王者ビリー・ムルホーランドと対戦し、15回3-0の判定勝ちで王座獲得に成功した。
1979年2月2日、メルボルンのウィリアムストーン・タウン・ホールでブラックリー・キッド・マシューズと対戦し、7回TKO勝ちで初防衛に成功した。
1979年2月18日、わずか2週間の過密スケジュールで試合をシドニーのホールデン・パビリオンでラッキー・ガディラーニと対戦し、3回TKO勝ちで2度目の防衛に成功した。
1979年12月19日、ジミー・ブラウンと対戦し、初回負傷ドローで3度目の防衛に成功した。
1980年9月17日、グラハム・ベルと対戦し、6回KO勝ちで4度目の防衛に成功した。
1980年12月17日、ジミー・ブラウンと3度目の対戦を行い、最終15回TKO勝ちで6年越しのリベンジに成功と同時に5度目の防衛に成功した。
1981年1月7日、ウィリー・タリカと対戦し、12回3-0の判定勝ちで6度目の防衛に成功した。
1981年7月20日、コモンウェルス・イギリス連邦ライト級王者デーブ・マクカーベと対戦し、7回TKO勝ちで王座獲得に成功した。
1981年12月11日、メルボルンのダラス・ブルックス・ホールでウィリー・タリカと2度目の対戦を行い、10回KO勝ちでコモンウェルス王座は初、オーストラリア王座は7度目の防衛に成功した。
1982年7月22日、メルボルンのフェスティバル・ホールでクラウディー・ノエルと対戦し、15回0-2の判定負けでコモンウェルス王座2度目の防衛に失敗し、王座から陥落した。
1983年2月16日、メルボルンのメルボルン・タウン・ホールでフランク・ロピスと対戦し、11回TKO勝ちでオーストラリア王座は8度目の防衛に成功した。
1984年4月14日、インドネシアのジャカルタでOPBF東洋太平洋ライト級王者アドリアヌス・タロケと対戦し、12回引き分けで王座獲得に失敗した。
1985年2月22日、19戦全勝のコモンウェルス・イギリス連邦ライト級王者グラエム・ブルーキーと対戦し、12回3-0の判定勝ちで王座獲得に成功した。
1985年7月12日、世界初挑戦をメルボルンのフェスティバル・ホールでIBF世界スーパーフェザー級王者レスター・エリスと対戦し、15回3-0の判定勝ちで54戦目で念願の王座獲得に成功した。
1度防衛を挟み1986年5月23日、マーク・フェルナンデスと対戦し、4回2分27秒TKO勝ちで2度目の防衛に成功した。
1986年8月23日、マンチェスターのグラナダ・スタディオスでナジブ・ダホと対戦し、12回3-0の判定勝ちで3度目の防衛に成功した。
1987年8月9日、ロッキー・ロックリッジと対戦し、8回終了時棄権で4度目の防衛に失敗し、王座から陥落した。この試合を最後に現役を引退した。
現在はメルボルン全域に放送しているスポーツラジオ1116 SENでボクシング中継の解説とヘラルドサンのスポーツ欄での評論家として活躍している。

## 獲得タイトル
- オーストラリア・ビクトリア州ライト級王座
- オーストラリア・ライト級王座
- コモンウェルス・イギリス連邦ライト級王座
- 第3代IBF世界スーパーフェザー級王座（防衛3度）